# Agarista picta
Agarista picta là một loài bướm đêm trong họ Noctuidae.